# Salzkogel
Salzkogel är en bergstopp i Österrike.   Den ligger i distriktet Lienz och förbundslandet Tyrolen, i den centrala delen av landet, 300 km väster om huvudstaden Wien. Toppen på Salzkogel är 2 950 meter över havet, eller 20 meter över den omgivande terrängen. Bredden vid basen är 0,16 km.
Terrängen runt Salzkogel är huvudsakligen bergig, men åt sydost är den kuperad. Runt Salzkogel är det ganska glesbefolkat, med 29 invånare per kvadratkilometer.. Närmaste större samhälle är Matrei in Osttirol, 11,9 km sydväst om Salzkogel. 
Trakten runt Salzkogel består i huvudsak av gräsmarker.